# Liste von Burgen, Schlössern und Festungen im Département Tarn-et-Garonne
Die Liste von Burgen, Schlössern und Festungen im Département Tarn-et-Garonne listet bestehende und abgegangene Anlagen im Département Tarn-et-Garonne auf. Das Département zählt zur Region Okzitanien in Frankreich.

Wappen des Départements Tarn-et-Garonne (82)
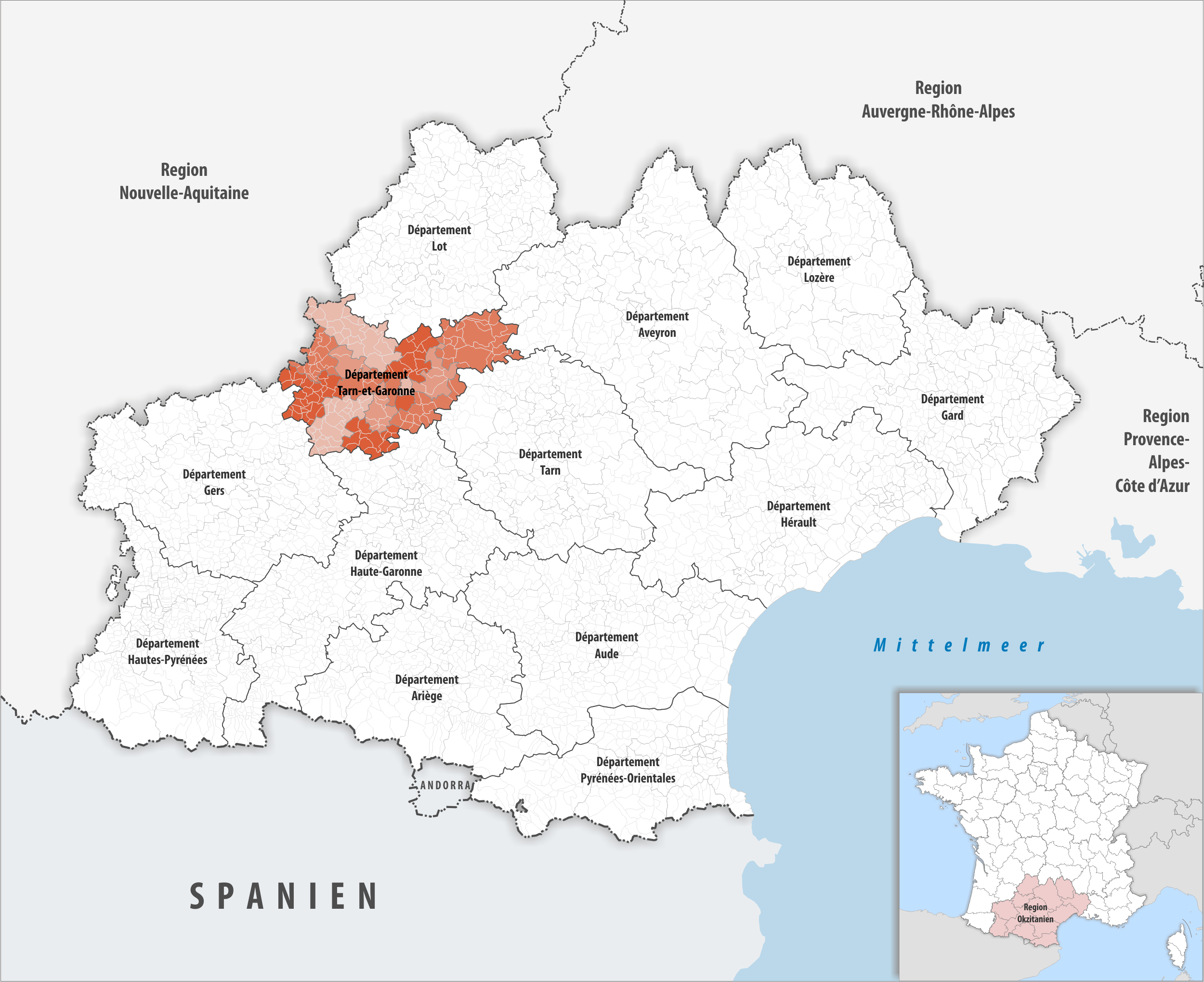
Lage des Départements Tarn-et-Garonne in der Region Okzitanien
Lage der Region Okzitanien in Frankreich

## Liste
Bestand am 1. August 2021: 40
| Name deu / fra                                                                                        | Gemeinde / Lage                              | Typ (Untertyp)                  | Bemerkungen                                                    | Bild |
| --- | -------------------------------------------- | ------------------------------- | -------------------------------------------------------------- | ---- |
| Schloss Arailh Château d'Arailh (Château de Fourcaran)                                                | Savenès 43,83044° N, 1,195958° O             | Schloss (Herrenhaus)            |                                                                |      |
| Schloss Ardus Château d'Ardus                                                                         | Lamothe-Capdeville 44,075017° N, 1,372322° O | Schloss                         |                                                                |      |
| Schloss Auty Château d'Auty (Chateau Dumas)                                                           | Auty 44,19144° N, 1,465076° O                | Schloss                         |                                                                |      |
| Schloss Belpech Château de Belpech                                                                    | Varen                                        | Schloss                         |                                                                |      |
| Schloss Bioule Château de Bioule                                                                      | Bioule                                       | Schloss                         |                                                                |      |
| Schloss Blauzac Château de Blauzac                                                                    | Vazerac                                      | Schloss                         |                                                                |      |
| Schloss Bouillac Château de Bouillac                                                                  | Bouillac                                     | Schloss                         |                                                                |      |
| Schloss Boutary Château de Boutary                                                                    | Montech                                      | Schloss                         |                                                                |      |
| Burg Bruniquel Château de Bruniquel                                                                   | Bruniquel                                    | Burg (älterer und neuerer Teil) | Diente im franz. Spielfilm Das alte Gewehr (1975) als Kulisse. |      |
| Schloss Cambayrac Château de Cambayrac                                                                | Castanet                                     | Schloss                         |                                                                |      |
| Schloss Cas Château de Cas                                                                            | Espinas                                      | Schloss                         | Ehemalige Burg des Templerordens                               |      |
| Schloss Castelferrus Château de Castelferrus                                                          | Castelferrus                                 | Schloss                         |                                                                |      |
| Schloss Le Clau Château du Clau                                                                       | Labastide-Saint-Pierre                       | Schloss                         |                                                                |      |
| Schloss Cornusson Château de Cornusson                                                                | Parisot                                      | Schloss                         |                                                                |      |
| Schloss Glatens Château de Glatens                                                                    | Glatens                                      | Schloss                         | Ruine                                                          |      |
| Schloss Goudourville Château de Goudourville                                                          | Goudourville                                 | Schloss                         |                                                                |      |
| Burg Gramont Château de Gramont                                                                       | Gramont 43,937137° N, 0,766409° O            | Burg                            |                                                                |      |
| Schloss Labarthe Château de Labarthe                                                                  | Labarthe                                     | Schloss                         |                                                                |      |
| Abteiburg Larrazet Château abbatial de Larrazet                                                       | Larrazet                                     | Burg (Abteiburg)                |                                                                |      |
| Burg Lesparre Château de Lesparre                                                                     | Montfermier                                  | Burg (Motte)                    | Abgegangen, im Ortsteil Lesparre                               |      |
| Schloss Loze Château à La Roque de Loze                                                               | Loze                                         | Schloss                         | Ruine in La Roque de Loze                                      |      |
| Schloss Mansonville Château de Mansonville                                                            | Mansonville                                  | Schloss                         |                                                                |      |
| Schloss Marsac Château de Marsac                                                                      | Marsac                                       | Schloss                         |                                                                |      |
| Burg Mondésir Château de Mondésir (Château de Caylus)                                                 | Caylus                                       | Burg                            | Ruine                                                          |      |
| Schloss Montauriol Château de Montauriol                                                              | Montauban                                    | Schloss                         |                                                                |      |
| Schloss Monteils Château de Monteils                                                                  | Monteils                                     | Schloss                         |                                                                |      |
| Burg Montgaillard Château fort de Montgaillard                                                        | Montgaillard                                 | Burg                            |                                                                |      |
| Schloss Montricoux Château de Montricoux                                                              | Montricoux                                   | Schloss                         |                                                                |      |
| Schloss Nègrepelisse Château de Nègrepelisse                                                          | Nègrepelisse                                 | Schloss                         |                                                                |      |
| Schloss Pechrodil Château de Pechrodil                                                                | Varen                                        | Schloss                         | Ruine                                                          |      |
| Schloss Piquecos Château de Piquecos                                                                  | Piquecos                                     | Schloss                         | Reste der Anlage erhalten                                      |      |
| Schloss La Reine Margot Château de la Reine Margot                                                    | Verdun-sur-Garonne                           | Schloss                         |                                                                |      |
| Schloss Reyniès Château de Reyniès                                                                    | Reyniès                                      | Schloss                         |                                                                |      |
| Schloss Saint-Clair Château de Saint-Clair                                                            | Saint-Clair                                  | Schloss                         |                                                                |      |
| Schloss Saint-Louis Château Saint-Louis                                                               | Labastide-Saint-Pierre                       | Schloss                         |                                                                |      |
| Schloss Saint-Nicolas-de-la-Grave Château de Saint-Nicolas-de-la-Grave (Château Richard Cœur de Lion) | Saint-Nicolas-de-la-Grave                    | Schloss                         | Auch Burg Richard-Löwenherz genannt, heute das Rathaus         |      |
| Schloss Saint-Roch Château Saint-Roch                                                                 | Le Pin                                       | Schloss                         |                                                                |      |
| Schloss La Salle de Savenès Château de la Salle de Savenès                                            | Savenès 43,833686° N, 1,201087° O            | Schloss                         |                                                                |      |
| Schloss Souloumiac Château Souloumiac                                                                 | Saint-Nauphary                               | Schloss                         |                                                                |      |
| Schloss Terrides Château de Terrides                                                                  | Labourgade                                   | Schloss                         |                                                                |      |